# リンカーン・LS
LSは、フォードが製造、リンカーンブランドで販売していた自動車である。

## 概要
1998年4月に開催されたニューヨーク国際オートショーで発表され、翌年4月から販売が開始された。LSは、当時ユーザー層の高年齢化が懸念されていたリンカーンブランドの若年齢化を図るべく、「アメリカン・ラグジュアリーとヨーロピアン・ドライビングの融合」をコンセプトに開発された同ブランドの新世代モデルで、アメリカ合衆国をはじめとした全世界18ヵ国で販売される世界戦略車として位置づけられていた。
プラットフォームは新たに開発されたフォード・DEWプラットフォームを採用している。
日本では1999年10月からフォード・ジャパンによる販売が開始された。当時フォード傘下となっていた英ジャガーのSタイプとプラットフォームを共有していたことや、戦後のリンカーンブランドとしては初となる右ハンドル仕様の設定などで一時話題となった。
北アメリカ諸国では、2000年度の北米カー・オブ・ザ・イヤーを受賞するなどアメリカ合衆国を中心に高い評価と人気を博したものの、日本では、マニュアルモード付5速ATの成熟不足や、兄弟車であるSタイプと比較しての内装質感の低さが指摘されるなど評価が振るわず、販売面においても苦戦を強いられるなどして2002年には日本への輸入そのものが打ち切られた。
なお、同車の日本への輸入打ち切り後も、アメリカ合衆国では引き続き2006年まで販売が続けられており、7年間に延べ26万2900台が生産されていた。

### ラインナップ（日本国内）
| グレード名称 | 生産年度              | 車両型式   | 排気量 | 車両重量 | 燃料消費率 | 新車価格  |
| ------------ | --------------------- | ---------- | ------ | -------- | ---------- | --------- |
| V6 (5AT)     | 1999年10月-2002年10月 | GF-1LNSM86 | 2.967L | 1610kg   | 7.7km/L    | 430.0万円 |
| V8 (5AT)     | 1999年10月-2002年10月 | GF-1LNAM87 | 3.949L | 1690kg   | 6.9km/L    | 498.0万円 |

## 車名
「LS」は、「Luxury sports Sedan」の頭文字に由来する。
販売当時は「LS6」と「LS8」と名付けられるはずだったが、トヨタが自社の高級車ブランドであるレクサスのフラッグシップセダンであるレクサス・LSの名前と類似しているということで商標権侵害訴訟をほのめかしたが、フォードはトヨタが1999年に公開したコンセプトカー「T150」を同社で発売しているフォード・F-150に酷似しているとフォード側も訴訟をほのめかした。結局、フォードは「LS V6」と「LS V8」に、トヨタは「T150」をトヨタ・タンドラと名付けた。